# Alberto Tauro del Pino
Alberto Tauro del Pino (Callao, 17 de enero de 1914 - Callao, 18 de febrero de 1994) fue un escritor, ensayista, historiador, bibliógrafo y bibliotecario peruano. Realizó importantes estudios en el campo de la historia y la literatura, pero principalmente en los temas bibliográficos.

## Biografía

### Estudios
Hijo de Miguel Ángel Tauro y de Catalina del Pino. Cursó sus estudios escolares en el Colegio de la Inmaculada de Lima, administrado por los jesuitas (1921-1930). Luego ingresó a la Universidad Nacional Mayor de San Marcos, donde cursó Letras y Derecho. En 1939 obtuvo su bachillerato en Letras con su tesis Mocedad de José Rufino Echenique. Al año siguiente se doctoró en Letras con su tesis Presencia y definición del indigenismo literario.

### Carrera docente
Entre 1933 y 1959 ejerció la enseñanza pedagógica en varios centros de educación secundaria; y de 1949 a 1953 en el Instituto Pedagógico Nacional de Varones, más tarde Escuela Normal Superior, donde también ejerció la docencia entre 1960 y 1961.
Desde 1945, y por cuatro décadas, fue catedrático de Historia del Perú en la Facultad de Letras de la Universidad de San Marcos.
En su alma mater fue también jefe del departamento de publicaciones (1964-1969); director del programa académico de ciencias histórico-sociales (1969-1970); y director de la coordinación académica y evaluación pedagógica (1973-1977).

### Labor en la Biblioteca Nacional del Perú
Ingresó a laborar a la Biblioteca Nacional del Perú como jefe de su primera oficina de catalogación (1941-1943). En 1943, tras el incendio que destruyó la Biblioteca, colaboró con el director Jorge Basadre en su reorganización y reconstrucción.
Sucesivamente, ejerció como jefe del departamento de ingresos (1943-1945) y del departamento de investigaciones bibliográficas, manuscritos y libros raros (1946-1959).
Asimismo, ejerció la dirección interina de la Biblioteca Nacional en tres oportunidades. La primera en 1947, por viaje de Jorge Basadre a Washington D. C., como delegado del Perú a la Asamblea Interamericana de Bibliotecarios. La segunda en 1951. Y la tercera en 1952, por haber sido designado el director Cristóbal de Losada y Puga, delegado del Perú a las ceremonias de conmemoración del centenario del nacimiento de José Toribio Medina.
También ejerció la docencia en la Escuela Nacional de Bibliotecarios (1944-1958).

### Miembro de corporaciones académicas
Fue miembro del Instituto Histórico del Perú, hoy Academia Nacional de la Historia (desde 1948), la  Sociedad Peruana de Historia (desde 1948 y de la que fue director electo en 1958 y 1982), la Sociedad Geográfica de Lima (desde 1958), la Academia Peruana de la Lengua (desde 1980), el Centro de Estudios Históricos-Militares y la Sociedad Bolivariana del Perú.
Presidió, además, la Asociación Nacional de Escritores y Artistas (Anea).

### Comisiones
Como representante de las universidades, integró la Comisión Nacional del Sesquicentenario de la Independencia del Perú (1971), para cuya Colección Documental preparó siete volúmenes.
Formó parte de la comisión técnica para otorgar el Premio Nacional de Cultura en 1987.
Fue presidente de la Comisión Nacional del Centenario de José Carlos Mariátegui (1994).

### Director de revistas y otras publicaciones
Dirigió –individual o colectivamente– las revistas Prometeo (1930-1931), Palabra (1936-1937), Biblión (1942), Fénix (1947-1958) y el Boletín de la Biblioteca Nacional (1947-1958). También dirigió la revista San Marcos, de su alma mater, dedicada a las artes, ciencias y humanidades.
Fue también, junto con Antonio Melis, director del Anuario Mariateguiano (1989-1994).

## Publicaciones

### Trabajos bibliográficos
- "Contemporáneos" y "Cultura": dos revistas de la generación modernistas (Lima: Libr. e Impr. Gil, 1938). https://doi.org/10.30920/10.30920/letras.4.16
- El espejo de mi tierra (Lima: Revista Iberoamericana, 1942).
- Biblioteca Nacional del Perú. Anuario bibliográfico peruano de 1943 / preparado bajo la dirección de Alberto Tauro (Lima: Eds. de la Biblioteca Nacional del Perú, 1945 / Lima: Talls. Gráfs. de la Edit. Lumen).
- Bibliografía de Emilio Harth-Terré, arquitecto: conmemorativa de sus bodas de plata profesionales (1920-1945) (Lima: Impr. Torres Aguirre, 1945).
- Bibliografía peruana de historia: 1940 (Lima: Talls. Gráfs. P.L. Villanueva, 1953).
- Bibliografía peruana de legislación y estudios jurídicos: 1943-1954 (Lima: s.n., 1955).
- Guía de estudios históricos (Lima: UNMSM, 1955).
- Bibliografía peruana de literatura, 1931-1958 (Lima: Tall. Gráf. P.L. Villanueva, 1959).
- Amauta y su influencia (Lima: Emp. Edit. Amauta, 1960 / Otras ediciones: 1971, 1974, 1976, 1979, 1987).
- Hacia un catálogo de seudónimos peruanos (Lima: Impr. de la Universidad Nacional Mayor de San Marcos, 1967).
- Catálogo de seudónimos peruanos (Lima: Ariel, Comunicaciones para la Cultura: Comisión Nacional Peruana del V Centenario del Descubrimiento de América, 1993).

### Estudios históricos y literarios
- El indigenismo a través de la poesía de Alejandro Peralta (Lima: Cía. de Impresiones y Publicidad, 1935).
- Allá vamos (Lima: Palabra en Defensa de la Cultura, 1937).
- Presencia y definición del indigenismo literario (México, D.F.: s.n., 1940).
- Colónida, en el modernismo peruano (1940). Letras (Lima), 6(15), 81-91. http://revista.letras.unmsm.edu.pe/index.php/le/article/view/1558
- Críticas literarias / A. Tauro y C. Montoya (Lima: s.n., 1941).
- Amarilis indiana (Lima: Eds. Palabra, 1945 / Lima: Compañía de Impresiones y Publicidad).
- Elementos de literatura peruana (Lima: Eds. Palabra en Defensa de la Cultura, 1946 / Otras ed. 1969).
- Esquividad y gloria de la Academia Antártica (Lima: Edit. Huascarán, 1948).
- Historia e historiadores del Perú, 1943-1946 (México, D.F.: Edit. Cultura, 1949).
- Fundación de la Biblioteca Nacional (Lima: Tall. Gráf. P.L. Villanueva, 1951).
- Los pequeños grandes libros de historia americana (Washington, D.C.: Pan American Union, 1954).
- Crónicas de Japón (1960). Letras (Lima), 26(64), 132-150. https://doi.org/10.30920/letras.26.64.11
- Elogio del libro (Lima: s.n., 1960?)
- Teatro en Tokio (Lima: Servicio de Publicaciones, 1960).
- Crónicas de Filipinas (Lima: s.n., 1961 / Lima: Impr. Universidad Nacional Mayor de San Marcos).
- El enigma de Amarilis indiana (Lima: Servicio de Publicaciones, 1962).
- Manuel de Odriozola: prócer - erudito – bibliotecario (Lima: UNMSM, 1964).
- Diccionario enciclopédico del Perú ilustrado / preparado bajo la dirección de Alberto Tauro (Lima: Juan Mejía Baca, 1966-1967).
- José Santos Chocano y su "Alma de América" (1967). Letras (Lima), 39(78-79), 46-54. https://doi.org/10.30920/letras.39.78-79.03
- Perú: época republicana (Primer tomo. Lima: PEISA, 1973).
- Diccionario enciclopédico del Perú ilustrado: apéndice / preparado por Alberto Tauro. (Lima: Edit. Juan Mejía Baca, 1975 / Lima: Edit. Jurídica).
- Clorinda Matto de Turner y la novela indigenista. (Lima: UNMSM, Dirección Universitaria de Biblioteca y Publicaciones, 1976).
- Noticia de “Amauta” / estudio preliminar especialmente preparado por Alberto Tauro (Lima: Emp. Edit. Amauta, 1976).
- Debates doctrinarios en la independencia del Perú (Lima: Edit. Científica, 1977).
- Rectores de la Universidad Nacional Mayor de San Marcos en el siglo XIX (Lima: Impr. de la UNMSM, 1977).
- Rectores de la Universidad Mayor de San Marcos durante el siglo XVIII. (Lima: s.n., 1978).
- La defensa de Lima [comp.] (Lima: UNMSM, 1979).
- Recuerdo de la Escuela Nacional de Arte Escénico (Lima, Universidad Nacional Mayor de San Marcos, Teatro Universitario, 1980).
- Destrucción de los indios y otros ensayos (Lima: Lasontay, 1983 / Otra ed. 1993)
- Diorama de la crisis universitaria (Lima: Universidad Nacional Mayor de San Marcos, 1986).
- Un año fecundo en la vida de Andrés A. Cáceres (Lima: Universidad Nacional Mayor de San Marcos, 1986).
- Andrés Avelino Cáceres (Lima: Visión Peruana, 1987?).
- José Carlos Mariátegui: poesía, cuento, teatro. (Lima: Amauta, 1987).
- Enciclopedia ilustrada del Perú: síntesis del conocimiento integral del Perú, desde sus orígenes hasta la actualidad (2.º edición, en seis volúmenes, Lima: PEISA, 1988).
- Andrés Avelino Cáceres (Lima: Editora Fiat Lux, 1997? / Lima: Edit. Monterrico)
- Enciclopedia ilustrada del Perú. Síntesis del conocimiento integral del Perú, desde sus orígenes hasta la actualidad. (3.º edición, póstuma, en 17 tomos. Lima: PEISA; Empresa Editora El Comercio, 2001).

### Antologías literarias e históricas
- Navidad en la literatura peruana / selección y prólogo de Alberto Tauro (Lima: Edit. Huascarán, 1948).
- Imagen del Perú / Prólogo, selección y notas por Alberto Tauro (Lima: UNMSM, 1960).
- La independencia nacional y la política de las potencias (Lima: Universidad Nacional Mayor de San Marcos, 1969).
- Perú. Comisión Nacional del Sesquicentenario de la Independencia del Perú. Antología de la Independencia del Perú / Comisión Nacional del Sesquicentenario de la Independencia del Perú; edición preparada por Félix Denegri, Armando Nieto Vélez, S.J. y Alberto Tauro; colaboración de Luis Durand Flores (Lima: La Comisión, 1972 / Callao: Impr. del Colegio Militar Leoncio Prado).
- El Pacificador - El triunfo de la Nación - El Americano - Los Andes libres - El sol del Perú / edición y prólogo por Alberto Tauro (Lima: Comisión del Sesquicentenario de la Independencia del Perú, 1973).

Dejó como obras inéditas:
- Contribuciones a la historia del periodismo en el Perú.
- Gentilicios peruanos.
- Cáceres: bibliografía, epistolario y memorias.

## Premios y condecoraciones
- Orden El Sol del Perú, en el grado de Gran Cruz.
- Premio Nacional de Periodismo José Antonio Miró Quesada, en mérito a sus colaboraciones en Jornada y La Prensa (1945).